# Kurt Georg Kiesinger
Kurt Georg Kiesinger (Albstadt-Ebingen, 6. travnja 1904. – Tübingen, 9. ožujka 1988.), je bio njemački konzervativni političar i kancelar Zapadne Njemačke od 1. prosinca 1966. do 21. listopada 1969.

## Mladost
Rodio se u Ebingenu u Njemačkoj. Nakon srednje škole preselio se u Berlin gdje je studirao pravo i postao odvjetnik. Kao student postao je članom rimokatoličke zajednice Askania-Burgundia. Nacističkoj stranci pridružio se 1933. Od 1940. radio je u ministarstvu vanjskih poslova. Nakon rata prošao je kroz proces denacifikacije. RSHA (nacistička organizacija) u svojim bilješkama navela je da je Kiesinger sprečavao provođenje antisemitske politike u svome uredu.

## Politička karjera
Za vrijeme prvih demokratskih izbora Kiesinger se pridružio CDU-u i osvojio mjesto u Bundestagu, Zapadnonjemačkom parlamentu. 1951. godine postao je član izvršnog tijela CDU-a. Otišao je iz vrhovnog tijela CDU-a nakon reformi unutar same stranke. Nakon toga odlučio se prebaciti iz državne u regionalnu politiku. 17. prosinca 1958. Postao je premijer Baden-Württemberga. U službi je bio sve do 1. prosinca 1966., kada je postao kancelar.

## Kancelar
Nakon što se koalicija CDU/CSU-FDP slomila, Kiesinger je došao na mjesto kancelara predvodeći veliku (CDU/CSU-SPD) koaliciju. Willy Brandt vođa SPD-a i njegov nasljednik imao je ulogu zamjenika kancelara i ministra vanjskih poslova. Tijekom njegovog mandata smanjene su napetosti između Zapadne Njemačke i Istočnog bloka, uspotavivši tako i diplomatske odnose s Čehoslovačkom, Rumunjskom i Jugoslavijom.
Jedan od njegovih loših trenutaka na mjestu kancelara dogodio se 1968. na zasjedanju CDU-a kada ga je francuska aktivistica Beate Klarsfeld ošamarila u javnosti nazivajući ga nacistom. Učinila je to na francuskom ali dok su je dvojica redara odvodili iz prostorije, počela je uzvikivati i na njemačkom uzvikujući: "Kiesinger! Nazi! Abtreten!" ("Kiesinger! Nacist! Dolje!"). Kiesinger držeći se za svoj lijevi obraz i na rubu suza nije odgovorio. Sve do svoje smrti odbijao je komentirati taj događaj.
Na izborima 1969. SPD je stvorio koaliciju s FDP i tako osvojio vlast. Time je završila posljeratna vladavina CDU-ovih kancelara. Na Kiesingerovo mjesto došao je Willy Brandt dotadašnji njegov zamjenik.
Kiesinger je nastavio voditi CDU/CSU kao najveću opozicijsku stranku u zemlji sve do srpnja 1971. Ostao je član Bundestaga do 1980., kada se povukao iz politike.
Umro je u Tübingenu 1988. Tijekom cijelog svog života, pa čak i nakon svoje smrti prozivan je nacistom zbog sudjelovanja u Nacističkoj stranci za vrijeme Trećeg Reicha.

## Djela
- Schwäbische Kindheit. Tübingen 1964.
- Die Stellung des Parlamentariers in unserer Zeit. Stuttgart 1981.
- Dunkle und helle Jahre: Erinnerungen 1904 - 1958. Stuttgart 1989.